# Digital8

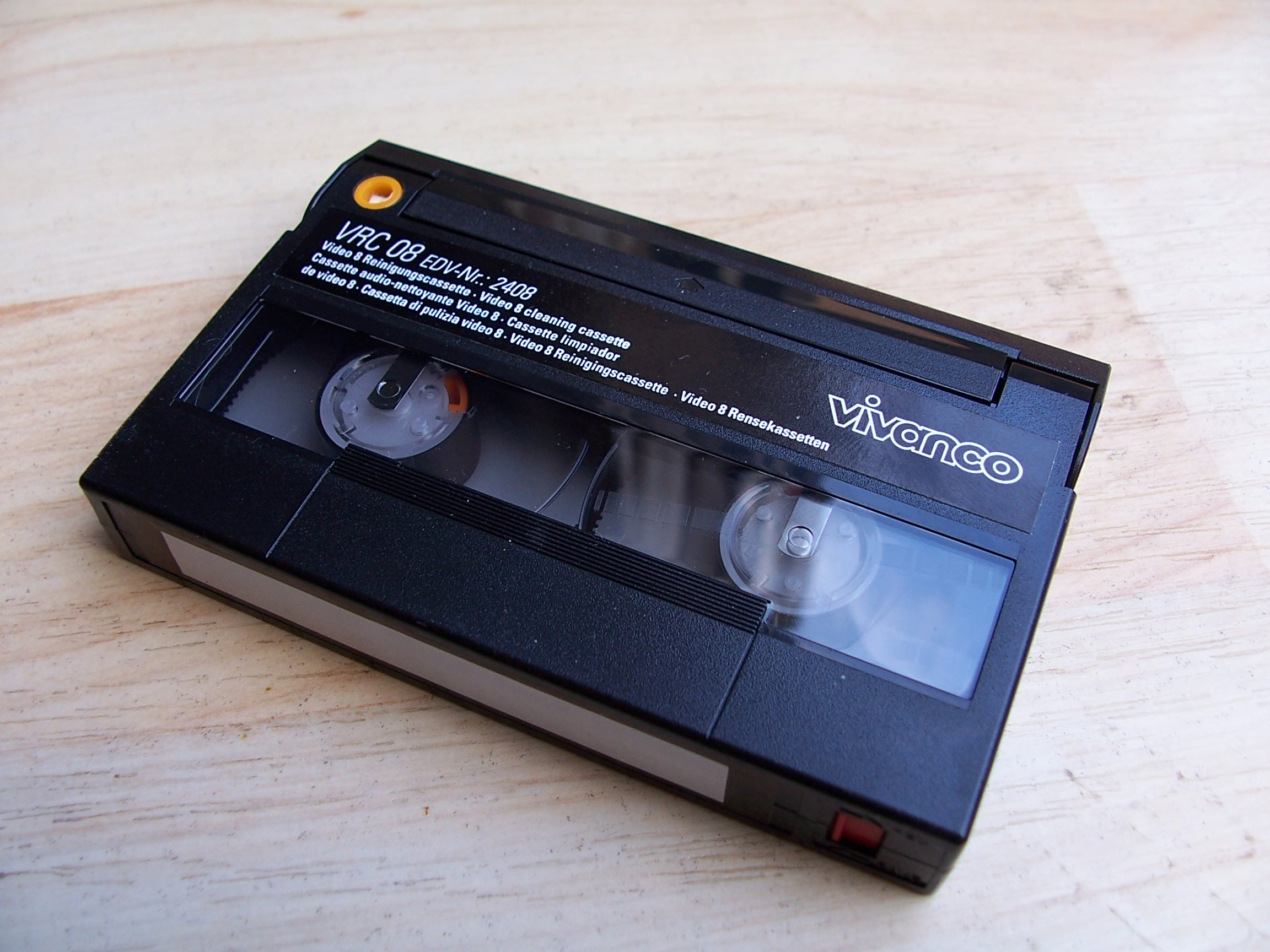
Digital8-videoband

Digital8 is een digitaal videosysteem voor consumenten, dat ontwikkeld werd door Sony in 1999.
Digital8 is de digitale opvolger van Video8 en Hi8 die nog steeds dezelfde banden gebruikt. Bij Digital8 loopt de band echter iets sneller, waardoor een Hi8-band van 90 minuten nog maar voor 60 minuten kan dienen volgens de Digital8-standaard.
Digital8 maakt gebruik van dezelfde resolutie en compressietechniek als een DV-band, DV25. Het enige verschil zit in het bandtransport - Digital8 is speciaal ontwikkeld om DV-opnamen te kunnen maken op (toenmalig) goedkopere Hi8-banden. Veel Digital8-camcorders staan toe om analoge Hi8- en Video8-banden af te spelen, opnemen is doorgaans echter niet mogelijk.
Het grotere bandformaat kan zowel gezien worden als een voordeel als een nadeel. Hoewel het meer gewicht met zich meebrengt, is het Digital8 formaat robuuster dan de relatief kwetsbare DV-banden. Voor amateur-filmmakers is het Digital8-formaat gunstig, omdat de camcorders zeer robuust zijn en betere beeldkwaliteit bieden dan instapmodel DV-camcorders voor dezelfde prijs. Een nadeel is echter de hogere prijs van Digital8-banden in vergelijking met MiniDV-banden. Veel Digital8-toestellen zijn tegenwoordig op de tweedehands markt voor een redelijke prijs te krijgen. 
De meeste Digital8-toestellen hebben een Firewire-aansluiting, om de beelden digitaal over te dragen naar een computer of digitale videorecorder.